# Grenze zwischen dem Südsudan und der Zentralafrikanischen Republik

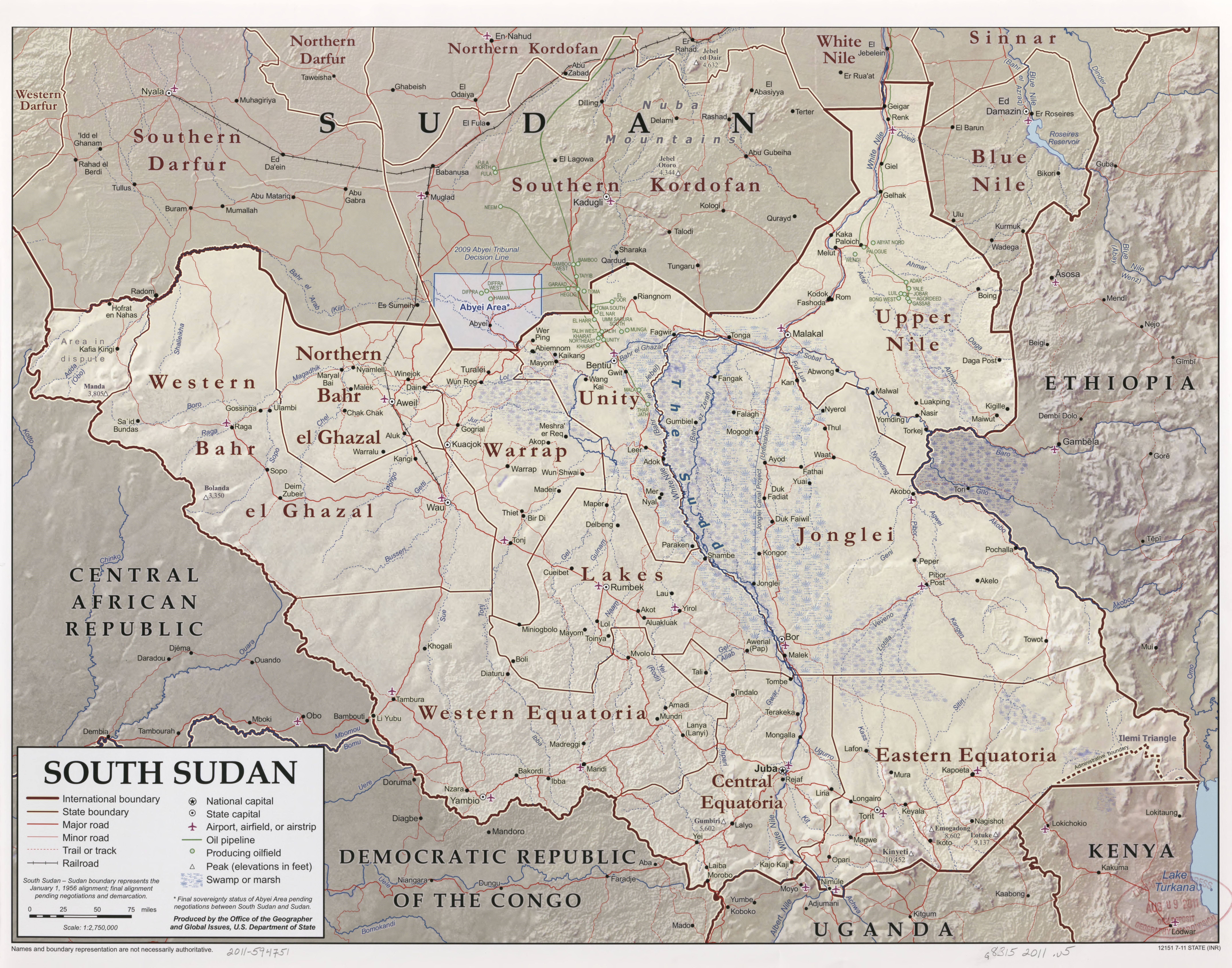
Karte des Südsudan, die Grenze zur Zentralafrikanischen Republik links

Die Grenze zwischen dem Südsudan und der Zentralafrikanischen Republik trennt als internationale Landgrenze diese beiden Staaten. Die Länge der Grenze wird mit 1055 km angegeben. Die Grenze verläuft vom Dreiländereck mit dem Sudan zum Dreiländereck mit der Demokratischen Republik Kongo (Kongo-Kinshasa).

## Geschichte
Die Grenze war bis zur Abspaltung des Südsudan vom Sudan im Jahr 2011 Teil der Grenze zwischen dem Sudan und der Zentralafrikanischen Republik (siehe dort).

## Grenzverlauf
Die Grenze beginnt im Norden am Dreiländereck mit dem Sudan (Lage) und verläuft in generell südöstlicher Richtung zum Dreiländereck mit der Demokratischen Republik Kongo (Lage). Der nördliche Ausgangspunkt ist umstritten, weil das Gebiet von Kafia Kingi sowohl vom Sudan als auch vom Südsudan beansprucht wird, es befindet sich aber faktisch unter der Kontrolle des Sudan. Die Grenze folgt im Wesentlichen der Wasserscheide zwischen dem Becken des Kongo und dem des Nils (genauer: des Bahr al-Ghazal).

## Orte in Grenznähe

### Südsudan
- Ezo
- Bariguna
- Li Yubu

### Zentralafrikanische Republik
- Bambouti, Grenzübergang an der zentralafrikanischen Nationalstraße 2 nach Li Yubu